# Маленький дивиденд отца
«Маленький дивиденд отца» (англ. Father's Little Dividend, также известен как «Маленькая прибыль отца» и «Небольшой дивиденд отца») — американский комедийный фильм режиссёра Винсента Миннелли. Картина является продолжением фильма «Отец невесты» (1950), также снятого Миннелли.
Первоначально снятый компанией MGM, в 1979 году фильм вошёл в общественное достояние в США в связи с невозможностью продлить авторские права. В 1995 году был снят ремейк этого фильма «Отец невесты 2».

## Сюжет
Рассказ событий в фильме ведётся от лица одного из главных героев, Стэнли Бэнкса. В фильме рассказывается история Стэнли его жены Элли, а также их семьи. Не так давно выдав замуж свою дочь Кей Бэнксы вдруг узнают новость о том, что она беременна. Это событие приводит в восторг всех родственников, кроме самого Стэнли, который ещё не до конца свыкся с мыслью о том, что его дочь замужем, а теперь ещё и узнал что вдруг стал дедушкой.

## В ролях
| Актёр           | Роль                  |
| --------------- | --------------------- |
| Спенсер Трейси  | Стэнли Бэнкс          |
| Джоан Беннетт   | Элли Бэнкс            |
| Элизабет Тейлор | Кей Данстэн           |
| Дон Тейлор      | Бакли Данстэн         |
| Билли Берк      | Дорис Данстэн         |
| Морони Олсен    | Герберт Данстэн       |
| Расс Тэмблин    | Томми Бэнкс           |
| Пол Харви       | преподобный Голсуорси |
| Том Айриш       | Бен Бэнкс             |

## Сборы
В прокате фильм собрал 3 122 000$ в США и Канаде, а также 1,5$ миллиона в других странах. Общие сборы составили 4 622 000 $.

## Награды и номинации
- 1951 — номинация на премию Гильдии режиссёров США за лучшую режиссуру художественного фильма (Винсент Миннелли).
- 1952 — премия Гильдии сценаристов США за лучшую американскую комедию (Альберт Хэкетт, Фрэнсис Гудрич).